# Horistomyia
Horistomyia es un género de dípteros nematóceros perteneciente a la familia Limoniidae. Es originario de Australia.

## Especies
- Contiene las siguientes especies:
- H. leucophaea (Skuse, 1890)
- H. occidentalis Alexander, 1929
- H. oxycantha Alexander, 1966
- H. victoriae Alexander, 1929